# Književnost u 1899.
◄◄ | ◄ | 1896. | 1897. | 1898. | 1899.  | 1900. | 1901. | 1902. | ► | ►►
Arhitektura • Astronomija • Biologija • Film • Fotografija • Glazba • Kazalište • Kemija • Kiparstvo • Knjige • Književnost • Kršćanstvo • Meteorologija • Medicina • Planinarstvo • Politika • Pravo • Promet • Slikarstvo • Strip • Šport • Znanost • Zrakoplovstvo • Željeznički promet
Književnost u 1899.

## Svijet

### Književna djela
- Srce tame Josepha Conrada
- Uskrsnuće Lava Nikolajeviča Tolstoja

### Rođenja
- 21. srpnja – Ernest Hemingway, američki romanopisac († 1961.)
- 24. kolovoza – Jorge Luis Borges, argentinski pisac († 1986.)

## Hrvatska i u Hrvata

### Književna djela
- Posljednji Stipančići Vjenceslava Novaka

### Rođenja
- 8. ožujka – Mato Lovrak, hrvatski pisac za djecu († 1974.)
- 23. lipnja – Gustav Krklec, hrvatski književnik i prevoditelj († 1977.)

## Vanjske poveznice
|  | Zajednički poslužitelj ima još gradiva o temi Književnost u 1899. |